# LCARS

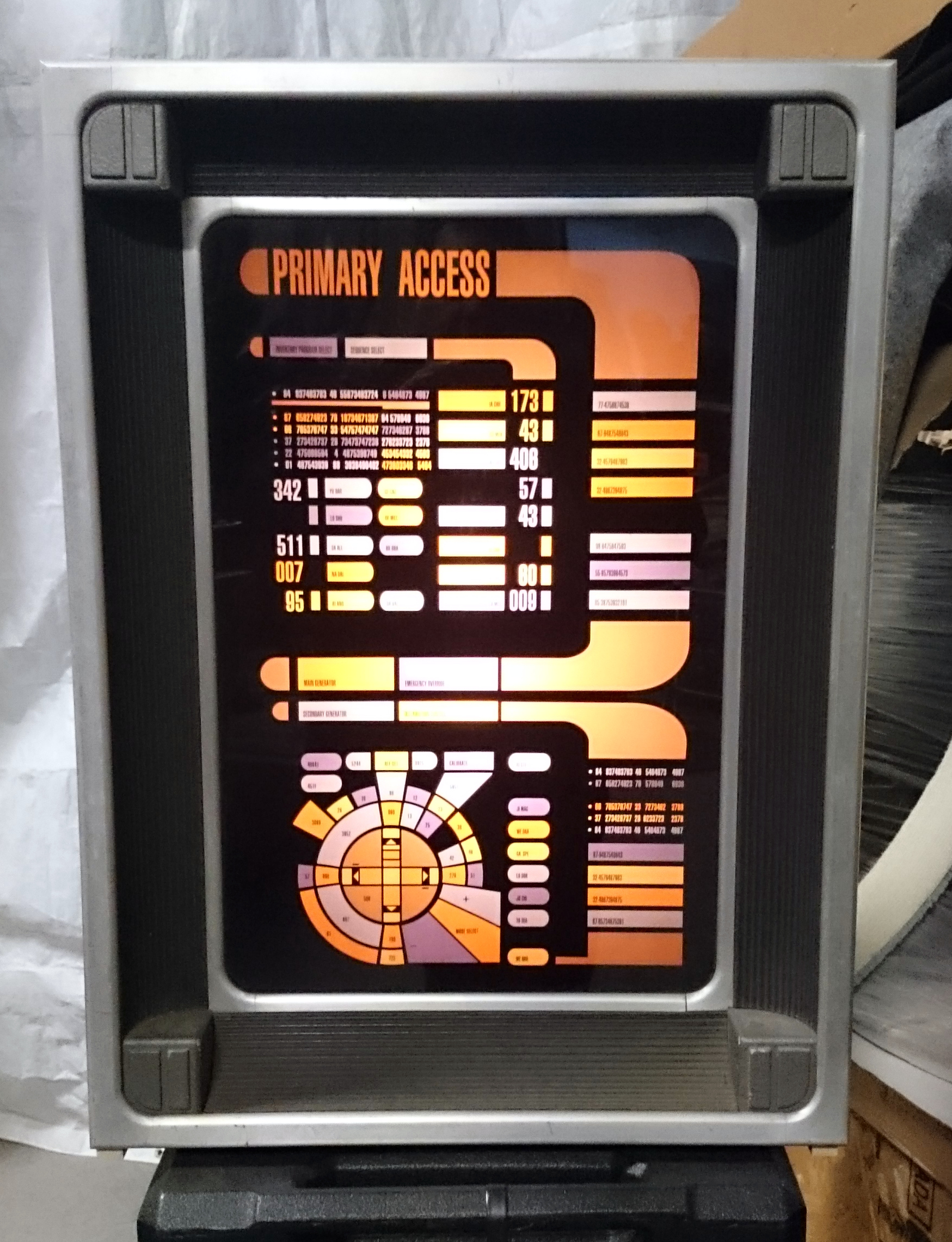
Un panell LCARS de Star Trek: Voyager, similar al que es mostra a l'episodi de la tercera temporada "Desplaçats". Els colors de les il·lustracions retroil·luminades s'han esvaït amb el temps; el panell sembla més groc i blau a l'episodi.

A l'univers fictici de Star Trek, LCARS (ˈɛlkɑrz; un acrònim de Library Computer Access/Retrieval System) és un sistema operatiu informàtic. Dins de la cronologia de Star Trek, el terme es va utilitzar per primera vegada a la sèrie Star Trek: La nova generació.

## Producció
La interfície gràfica d'usuari de LCARS va ser dissenyada pel supervisor d'art escènic i consultor tècnic Michael Okuda. El concepte de disseny original va ser influenciat per una petició de Gene Roddenberry que els panells d'instruments no tinguessin gaire activitat. Aquest aspecte minimalista es va dissenyar per donar la sensació que la tecnologia era molt més avançada que a l' Star Trek original.
A Star Trek: La nova generació, molts dels botons estaven etiquetats amb les inicials dels membres de l'equip de producció i es coneixien com a "Okudagrams".

## PADD
La interfície LCARS sovint es veu utilitzada en un PADD (Personal Access Display Device), un ordinador de mà.
De 180 mm, s'han comparat les tauletes modernes de mida similar com ara la Nexus 7, l'Amazon Fire, la BlackBerry PlayBook i l'iPad Mini amb el PADD. Es van crear diverses aplicacions mòbils que oferien una Interfície d'estil LCARS.

## Avís legal
CBS Television Studios afirma tenir els drets d'autor sobre LCARS. Google va rebre una carta de la DMCA per eliminar l'aplicació Android anomenada Tricorder, ja que el seu ús de la interfície LCARS no tenia llicència. L'aplicació es va tornar a carregar més tard amb un títol diferent, però es va tornar a eliminar.